# Френе, Селестен
Селестен Френе (фр. Célestin Freinet; 15 октября 1896 — 7 октября 1966) — французский педагог.

## Биография
Родился 15 октября 1896 года в г. Гар в крестьянской семье. 1913—1914 гг. учился в нормальной школе в Ницце. Организатор и руководитель экспериментальных начальных школ в Бар-сюр-Лу (1920—1928), Сен-Поль (1928—1934), Ванс (1934—1966). В 1927 году организовал «Кооператив сторонников светской школы», объединивший его последователей, в 1957 году — «Международную федерацию сторонников новой школы». Издатель и главный редактор журналов «Воспитатель» и «Детское искусство». Умер в г. Ванс 7 октября 1966 года.

## Педагогические установки
С. Френе писал: «Разрабатывая нашу педагогическую технику, мы никогда не исходили, из каких бы то ни было, педагогических теорий. Наши методы базируются исключительно на опыте, который мы получили наощупь, в ходе непосредственной работы с детьми. Ни одно из наших нововведений не имеет корней в какой-либо априорной идее». Выделил следующие педагогические установки. Максимальное развитие личности ребёнка в разумно организованном обществе, которое будет служить ему, и которому он сам будет служить. Школа завтрашнего будет ориентирована на ребёнка-члена общества. Ребёнок сам строит свою личность, а мы в этом ему помогаем. Надо создать возможности для свободного выражения каждого в любой области. Труд станет основополагающим принципом, движущей силой и философией народной школы. Светлая голова и умелые руки лучше, чем ум, перегруженный ненужными знаниями. Разумная дисциплина — результат организованного труда. Народная школа не может существовать без демократического общества. Главным в воспитании считал: 1. Здоровье ребёнка, развитие его творческих возможностей, стремление к познанию; 2. Создание благоприятной среды; 3. Оборудование и технические средства (С. Френе предложил оригинальную конструкцию простейшей обучающей машины).
Им была разработана педагогическая технология (техника Френе), которая предусматривала оригинальные формы воспитания и обучения. Она состояла из ряда различных по функциям элементов: школьной типографии, школьного самоуправления, «свободных текстов» (детские сочинения), карточек для персональной работы, особой библиотеки учебных пособий и пр.

## Общие задачи воспитания
С. Френе писал: «В основе воспитания лежит достоинство личности. Взаимное уважение учителя и ученика является одним из главных условий обновления школы». Задачи воспитания.
1. Нравственное и гражданское воспитание, привитие любви к труду;
2. Развитие сноровки, остроты глаза, любознательности, тяги к практической деятельности;
3. Развитие практического мышления;
4. Обнаружение и культивирование общественно-полезных склонностей;
5. Воспитание в духе взаимопомощи, взаимоуважения, ответственности и личного достоинства;
6. Стимулирование любознательности как первой ступени развития
7. Стимулирование трудовой активности как обеспечивающей усвоение всех необходимых знаний;
8. Стимулирование индивидуальной и моральной ответственности;
9. Развитие школьного самоуправления (школьный кооператив, собрание кооператива).

## Основные этапы воспитания и принципы воспитания на этих этапах
До 2 лет — воспитание в семье. От становления личности на начальном этапе в большей мере зависят успехи воспитания в индивидуальном, социальном, общечеловеческом плане последующих стадий развития ребёнка. Условия, необходимые для воспитания в семье: 1. здоровье родителей и борьба против тяжёлых условий труда; 2. особая забота о беременных женщинах; 3. создание необходимых условий для новорождённого.
От 2 до 4 лет — «Детский заповедник». На любом этапе жизни ребёнка воспитание осуществляется на основе принципа познания на ощупь. Всё это должен сделать воспитатель, полнее обогатить процесс познания, ускорить его, чтобы подготовить личность к активной роли в обществе. Воспитание осуществляется неразрывно с природой.
С 4 до 7 лет — детский сад. На этом этапе также отрицается целесообразность уроков, в какой бы форме не проводились. Необходимы лишь условия для работы, игры. Организация всей воспитательной деятельности в соответствии с формированием личности в процессе труда, обеспечение возможности самостоятельно принимать решения и действовать Педагогические методы должны быть гибкими. Умственная деятельность: речь, рисунок, письмо, типографический набор, чтение.
С 7 до 14 лет — начальная школа. С. Френе выступал против применения в начальной школе учебников, считая, что они исключают возможность индивидуализированного обучения. Индивидуальная работа с картотекой, исследования, наблюдение, рефераты, формы художественной экспрессии — рисование, пение, музыка, театр, прикладное искусство. Воспитание осуществляется неразрывно с природой. «Помещение нашей школы должно стать мастерской, осуществлять связь с окружающим миром». В мастерских осуществляется базовый физический труд. Френе большое значение придавал чёткому планированию учебного процесса. Учитель должен составлять общий план работы на год и по месяцам для каждого класса с учётом возможностей, распорядка и правил жизни коллектива. Ученик должен составлять индивидуальный план работы на неделю: записывать работу, которой хочет заниматься, и сам контролирует её выполнение. Предлагал самоконтроль в обучении, отказ от отметок. Учёт индивидуальных достижений и их ценности.

## Педагогические инварианты
Разработал педагогические инварианты, которыми нужно руководствоваться при воспитании человека. Инвариант — это то, что не изменяется и не может измениться ни при каких условиях. Ни у какого народа.
- Природа ребёнка такая же, как и природа взрослого.
- Высокий рост человека вовсе не свидетельствует о его превосходстве над окружающими.
- Поведение ребёнка в школе зависит от его психического склада и состояния здоровья.
- Никто, и ребёнок, как и взрослый, — не любит, чтобы ему приказывали.
- Никто не любит построения в команде, потому что это означает пассивное подчинение чужим приказам.
- Человек не любит исполнять какую-либо работу из-под палки, даже если эта работа сама по себе ему не противна; сопротивление порождается именно принуждением.
- Любой человек предпочитает сам выбирать себе работу, даже если этот выбор ему невыгоден.
- Никто не любит совершать действия и подчиняться замыслам, которые ему чужды и непонятны.
- Необходимо добиваться того, чтобы труд стал мотивированным.
- Необходимо покончить со схоластикой.
- Любой человек стремится к успеху. Неудача тормозит работу и лишает энтузиазма.
- Естественным занятием для ребёнка является не игра, а труд.
- Наиболее эффективный путь усвоения знаний не наблюдение, не объяснение и не демонстрация, составляющие основные принципы традиционной школы, а экспериментальное нащупывание — естественный и универсальный метод познания.
- Знания добываются опытным путём, а не изучением правил и законов.
- Интеллект представляет собой мыслительную способность, тесно взаимодействующую с другими свойствами человека.
- Традиционная школа развивает способность только к абстрактному мышлению, далёкому от запросов реальной жизни.
- Ребёнок не устаёт от работы, которая отвечает его функциональным жизненным потребностям.
- Никто — ни ребёнок, ни взрослый — не любит надзора и наказаний, которые всегда воспринимаются как посягательство на их достоинство, особенно когда это происходит публично.
- Выставление оценок успеваемости и классификация учеников в принципе ошибочны.
- Нужно как можно меньше говорить.
- Ребёнок любит индивидуальную работу или работу в коллективе, где царит дух сотрудничества.
- В классе необходимо поддерживать порядок и дисциплину.
- Наказание — всегда ошибка. Оно унизительно для всех и никогда не достигает желаемой цели. Это самое крайнее средство.
- Новая жизнь школы строится на принципах сотрудничества, то есть ученикам наряду с учителями предоставляется право на управление жизнью и деятельностью школы.
- Переполненность класса всегда является педагогическим просчётом.
- Современная концепция больших школьных комплексов ведёт к анонимности, как учителей, так и школьников: это концепция ошибочна и является препятствием на пути к осуществлению целей.
- Будущая демократия общества готовится демократией школы; авторитарная школа не может сформировать будущих граждан демократического общества.
- В основе воспитания лежит достоинство личности. Взаимное уважение учителя и ученика является одним из главных условий обновления школы.
- Педагогическая реакция, являющаяся составной частью социальной и политической реакции, оказывает противодействие прогрессивным преобразованиям.
- Оптимистическая вера в жизнь[4].

## Труды
- «Педагогические инварианты»
- «Новая французская школа»
- «Нравственное и гражданское воспитание»
- «Формирование личности ребёнка и подростка»